# .sj
sj. هو امتداد خاص بالعناوين الإلكترونية (نطاق) domain للمواقع التي تنتمي إلى جزر سفالبارد وجان ماين التي تتبع النرويج.